# Nianell
Nianell (* 25. September 1971 in Omaruru, Südwestafrika), eigentlich Sonia Nel-Thompson, geborene Sonia Nel ist eine namibische Musikerin, Sängerin und Komponistin, die seit den 2000er Jahren in Südafrika lebt und arbeitet. Sie ist mit Andrew Thompson verheiratet und hat mit ihm Drillingstöchter.

## Ausbildung und Werdegang
Nianell wurde in Omaruru geboren und wuchs dort und in Windhoek auf. Nach dem Schulabschluss ging sie nach Südafrika und studierte am Pretoria Technikon Musik. Weitere Studien folgten am London’s Trinity College.

## Musik
Sie komponiert ihre Musik selbst, singt auf Afrikaans und Englisch und spielt Klavier sowie Akustische Gitarre. Ihre Songs enthalten Elemente von Folk, Pop, R&B, Country, Klassik und keltischer Musik.
Das Debüt-Album Who Painted the Moon? (2002) erreichte in Südafrika Gold-Status. Der Song Isn’t It? aus diesem Album wurde auch international bekannt und vor allem von Radio-Stationen in Kanada und den USA gespielt. Mit den Album-Songs Have Faith, Isn’t It?, As One, Just for Tonight und Who Painted the Moon? produzierte Nianell auch in Südafrika fünf Top-20-Radio-Hits.
Nianell ist darüber hinaus eine Songwriterin. Who Painted the Moon? wurde von Hayley Westenra in ihrem Album Pure gecovert und 1,2 Millionen Mal verkauft.
Ihr zweites Album Angel Tongue (2004) erreichte ebenfalls Gold-Status in ihrer Heimat. Mit diesem Album gewann Nianell zwei SA Music Awards im Jahr 2005 in den Kategorien Best Adult Contemporary English Album und Best Female Composer.
Als Sängerin mit einem Tonumfang von 3½ Oktaven ist Nianell auch eine erfolgreiche Live-Performerin und tourt regelmäßig durch das südliche Afrika – spielt aber ebenso im Ausland. 2004 trat sie z. B. auch beim Ukkasie Arts Festival in der Royal Albert Hall in London mit mehreren anderen südafrikanischen Künstlern wie Ike Moriz und Heinz Winckler auf.
Ihr drittes Album Life’s Gift erschien 2006. 2007 folgte die DVD As One mit einem Konzertmitschnitt im Emperor’s Palace bei Johannesburg. 2008 wurde das Album I Know I’m Lucky veröffentlicht. Es folgte 2010 das Album Sand & Water und 2012 das Album My Heart.

## Diskografie
- 2002: Who Painted the Moon?
- 2004: Angel Tongue
- 2006: Life’s Gift
- 2007: As One (DVD)
- 2008: I Know I’m Lucky
- 2010: Sand & Water
- 2011: ’N dusend drome (mit der Gruppe Romanz)
- 2012: My Heart
- 2014: Just Be
- 2017: My Beautiful Escape
- 2018: Afrikaanse Samestelling
- 2018: My Love Songs